# Mônica Torres
Mônica Torres (Rio de Janeiro, 20 de janeiro de 1958) é uma atriz brasileira. A atriz foi casada com o ator José Wilker, com quem teve uma filha, Isabel Wilker.
Entre seus papéis mais marcantes na TV estão Letícia, da primeira versão de Ciranda de Pedra, Claudia Cowboy em Transas e Caretas, Guida em Rainha da Sucata, Karen em Belíssima e mais recentemente Ana, da telenovela de streaming Beleza Fatal.

## Biografia
Mônica Torres nasceu em 20 de janeiro de 1958. Sua carreira artística começou em 1979 com o filme Lerfa Mu. Em 1983 fez Gabriela, Cravo e Canela. E em 1997, participou de Pequeno Dicionário Amoroso.
Mônica Torres foi casada com o ator José Wilker, com teve uma filha, que se chama Isabel Wilker. Depois, foi casada por mais de uma década, com o ator Marcello Antony e eles adotaram duas crianças Francisco e Stephanie.
Mônica Torres estreia, em 1979, no cinema, no filme "Lerfá Mú". No ano seguinte, faz seu primeiro papel na televisão, na novela didática "A Conquista", na TVE, no Rio de Janeiro, mesmo ano em que entra para a Rede Globo, fazendo parte do elenco da novela Cheias de Charme.
Na emissora carioca, atua no humorístico "Planeta dos Homens" e nas novelas "Ciranda de Pedra", "Elas por Elas", "Sol de Verão", "Transas e Caretas", "Helena", "Rainha da Sucata", "Quatro por Quatro", "Mulher", "A Muralha", "Salsa e Merengue", "Estrela Guia", "O Quinto dos Infernos", "Da Cor do Pecado" e "Belíssima".
Em 2009, transfere-se para a Rede Record, aonde participa de um dos episódios do seriado "A Lei e o Crime", e, em 2010, integra o elenco da novela "Ribeirão do Tempo".
No cinema, está nas produções "Gabriela, Cravo e Canela", de Bruno Barreto, em 1983, e "Pequeno Dicionário Amoroso", de Sandra Werneck, em 1997.
No teatro, fez parte das montagens de "Quem Casa Quer Casa e Outras Coisas Mais", de Martins Pena, direção de Wolf Maya, em 1980; do musical "Band Age", de Zé Rodrix e Miguel Paiva, com direção de Marcos Flaksman, em 1982; "Sábado, Domingo e Segunda", de Eduardo De Filippo, direção de José Wilker, em 1986; e "Filomena Maturano", Eduardo De Filippo, direção de Paulo Mamede, em 1988.
Em 2012, retorna à TV Globo e faz Cheias de Charme. Em 2013, faz outra novela, Sangue Bom. E em 2014, Geração Brasil. Em 2016 participou da novela A Lei do Amor.

## Filmografia

### Televisão
| Ano  | Título                | Personagem               | Nota                             | Emissora      |
| ---- | --------------------- | ------------------------ | -------------------------------- | ------------- |
| 1980 | Marina                | Rosa                     |                                  | Rede Globo    |
| 1980 | As Três Marias        | Ester                    |                                  | Rede Globo    |
| 1981 | Ciranda de Pedra      | Letícia                  |                                  | Rede Globo    |
| 1982 | Elas por Elas         | Lurdeca                  |                                  | Rede Globo    |
| 1982 | Sol de Verão          | Mônica                   |                                  | Rede Globo    |
| 1984 | Transas e Caretas     | Cláudia Cowboy           |                                  | Rede Globo    |
| 1987 | Helena                | Madalena                 |                                  | Rede Manchete |
| 1990 | Rainha da Sucata      | Guida Viana              |                                  | Rede Globo    |
| 1994 | Você Decide           | Maria do Carmo           | Episódio: "Educação Sentimental" | Rede Globo    |
| 1994 | Quatro por Quatro     | Lélia                    |                                  | Rede Globo    |
| 1996 | A Vida como Ela É...  | Mariana                  | Episódio: "Delicado"             | Rede Globo    |
| 1996 | Salsa e Merengue      | Lídia                    |                                  | Rede Globo    |
| 1998 | Mulher                | Anair                    |                                  | Rede Globo    |
| 1999 | Malhação              | Valquíria Castro         |                                  | Rede Globo    |
| 2000 | A Muralha             | Joana                    |                                  | Rede Globo    |
| 2001 | Estrela-Guia          | Su-Sukhan                |                                  | Rede Globo    |
| 2002 | O Quinto dos Infernos | Kate Thierry             |                                  | Rede Globo    |
| 2004 | Da Cor do Pecado      | Nívea Nogueira do Amaral |                                  | Rede Globo    |
| 2004 | Malhação              | Elisa Saldanha           |                                  | Rede Globo    |
| 2005 | Belíssima             | Karen Barros             |                                  | Rede Globo    |
| 2008 | Ciranda de Pedra      | Julieta Garcia Cassini   |                                  | Rede Globo    |
| 2009 | A Lei e o Crime       | Tereza                   |                                  | Rede Record   |
| 2010 | Ribeirão do Tempo     | Célia Santos Fernandes   |                                  | Rede Record   |
| 2012 | Cheias de Charme      | Branca Plastino          |                                  | Rede Globo    |
| 2013 | Sangue Bom            | Áurea Moreira            |                                  | Rede Globo    |
| 2014 | Geração Brasil        | Susana Avelar            |                                  | Rede Globo    |
| 2015 | Psi                   | Lucilene                 |                                  | HBO Brasil    |
| 2016 | A Lei do Amor         | Lia Maciel               |                                  | Rede Globo    |
| 2017 | Apocalipse            | Susana Aisen Gudman      |                                  | Rede Record   |
| 2025 | Beleza Fatal          | Ana Argento              |                                  | Max           |

### Cinema
| Ano  | Título                     | Personagem  |
| ---- | -------------------------- | ----------- |
| 1997 | Pequeno Dicionário Amoroso | Marta       |
| 1983 | Gabriela, Cravo e Canela   | Bataclete 2 |
| 1979 | Lerfá-Mu                   |             |

## Teatro
- Quem Casa Quer Casa e Outras Coisas Mais
- Bad Age
- Sábado, Domingo e Segunda
- Filomena Maturano

## Prêmios e indicações
| Ano  | Associações                         | Categoria                     | Nomeações                  | Resultado | Ref.  |
| ---- | ----------------------------------- | ----------------------------- | -------------------------- | --------- | ----- |
| 1982 | Prêmio Mambembe                     | Melhor Atriz em Peça Infantil | Sonho de Alice             | Indicada  |       |
| 1998 | Prêmio Guarani de Cinema Brasileiro | Melhor Atriz Coadjuvante      | Pequeno Dicionário Amoroso | Indicada  | [ 3 ] |